# Sörilandhuvudet
Sörilandhuvudet är ett naturreservat i Luleå kommun i Norrbottens län.
Området är naturskyddat sedan 2018 och är 1,5 kvadratkilometer stort. Reservatet omfattar norra och östra delen av berget med detta namn med en tjärn och våtmark nedanför i nordväst. Reservatet består av gran- och blandskogar och tallskogar.